# Lev Muhin
Lev Dmitrievič Muhin (rus. Лев Дмитриевич Мухин) (Konstantinovsk, Rusija, 15. listopada 1936. – Rostov na Donu, Rusija, 25. travnja 1977.) je pokojni sovjetski boksač u teškoj kategoriji. Natjecao se u amaterskom boksu te je osvojio srebro na Olimpijadi u Melbourneu 1956.

## Karijera
Muhin je počeo trenirati boks 1951. u dobi od 15 godina te je uskoro osvojio dva sovjetska juniorska prvenstva u teškoj kategoriji (1953. i 1954.). Tijekom 1955. bio je srebrni kao i godinu potom. Njegov jedini međunarodni nastup bile su Olimpijske igre 1956. U pohodu do finala, Muhin je sve svoje protivnike nokautirao (iako je i sam bio u knock downu u prvom kolu protiv Bugara Lozanova i u polufinalu protiv Talijana Bozzana). Ipak, u finalu je slavio američki protivnik i kasniji svjetski prvak Pete Rademacher.
Zbog sportskih uspjeha dodijeljeno mu je sovjetsko visoko odlikovanje.

## Vanjske poveznice
- Profil Leva Muhina na Sports-reference.com  Arhivirana inačica izvorne stranice od 14. prosinca 2012. (Wayback Machine)